# Giannīs Mpousios
Giannīs Mpousios (in greco Γιάννης Μπούσιος?; ... – settembre 2012) è stato un cestista greco.

## Carriera
Con la Grecia ha disputato i Campionati europei del 1961.